# Morning song
Morning song (Maytime in Sussex) is een compositie van Arnold Bax.
Voor veel van zijn werken moest Bax een toelichting geven of het inderdaad programmamuziek was of een abstract werk. De subtitel van dat werk (mei in Sussex) was duidelijk genoeg. Bax schreef het op verzoek voor de jarige prinses Elizabeth, die eenentwintig zou worden (21 april 1947).
Het werk voor piano en orkest werd voor het eerst publiek uitgevoerd op 13 augustus 1947 door Harriet Cohen begeleid door het London Symphony Orchestra onder leiding van Malcolm Sargent, plaats van handeling was de Royal Albert Hall. Dezelfde combinatie nam het op 7 februari 1947 al op in de Abbey Road Studios voor His Master's Voice van de EMI Group (het platenlabel vermeldde alleen “Studio orchestra”). Cohen, Sargent en het LSO speelde het op 13 augustus 1947 opnieuw tijdens een Promsconcert, de eerste en laatste keer dat het daar te horen was (gegevens 2017). Bax woonde ten tijde van het componeren in Storrington, Sussex en was toen Master of the King’s Musick
Orkestratie:
- solopiano
- 2 dwarsfluiten (I ook piccolo), 2 hobo’s, 2 klarinetten, 2 fagotten, 2 hoorns
- pauken,
- violen, altviolen, celli, contrabassen

Er zijn in 2017 van dit werk drie opnamen verkrijgbaar:
- EMI: Harriet Cohen, Studio orchestra, Malcolm Sargent; opname 1947
- Chandos: Margareth Fingerhut, London Philharmonic Orchestra, Bryden Thomson; opname 1986
- Naxos: Ashley Wass, Bournemouth Symphony Orchestra, James Judd; opname 2010